# Accord de Charaña
L’accord de Charaña, aussi appelé l’Acte de Charaña ou l’Embrassade de Charaña (Abrazo de Charaña), est le nom donné à un traité signé par les chefs d’État de Bolivie et du Chili, respectivement les généraux Hugo Banzer et Augusto Pinochet, à la gare ferroviaire bolivienne de Charaña le 8 février 1975.
Cet accord permit le rétablissement des relations diplomatiques entre la Bolivie et le Chili, suspendue en 1962, et la proposition d'une solution à la question de la méditerranéité bolivienne, qui trouve son origine dans la guerre du Pacifique et à la signature postérieure du traité de paix et d'amitié de 1904.
Le gouvernement chilien proposa un échange territorial, notamment la cession d'une frange de terrain le long de sa frontière nord avec le Pérou, entre la Bolivie et l'océan Pacifique. Cependant, la formule fut rejetée par le gouvernement péruvien et les accords signés entre la Bolivie et le Chili furent annulées. En conséquence, les relations furent de nouveaux suspendues en 1978 sans qu'aucune des propositions originales n'aient été mise en œuvre.

## Sources
- (es) Cet article est partiellement ou en totalité issu de l’article de Wikipédia en espagnol intitulé « Acuerdo de Charaña » (voir la liste des auteurs).